# Björneborgs prosteri
Björneborgs prosteri (finska: Porin rovastikunta) är ett evangelisk-lutherskt prosteri i Åbo ärkestift, Finland. Meri-Pori församlings kyrkoherde Heimo Hietanen är kontraktsprost i Björneborgs prosteri.
Ett stift är indelat i prosterier enligt Domkapitlets beslut. I prosteriet finns en kontraktsprost som väljs bland kyrkoherdarna och kaplanerna i prosteriets församlingar. Prosteriet sköter bland annat en del av förvaltningen och stöder på olika sätt församlingarna i prosteriet.

## Församlingar i Björneborgs prosteri
Lista över församlingar i Björneborgs prosteri:
- Kankaanpää församling
- Karvia församling
- Sastmola församling
- Björneborgs evangelisk-lutherska kyrkliga samfällighet
- Siikais församling
- Ulvsby församling